# نيكولا دوبون إينيون
نيكولا دوبون إينيون (مواليد 7 مارس 1961) هو سياسي فرنسي عضو في الجمعية الوطنية الفرنسية ورئيس حزب انهضي فرنسا.